# Magnus IV
Pour les articles homonymes, voir Magnus IV de Suède.
Magnus IV Blinde (l'Aveugle) (1115- † 12 novembre 1139) est roi de Norvège de 1130 à 1135.

## Origine
Magnus est le fils illégitime du roi Sigurd Ier de Norvège et de Borghild Olavdatter.
Il a toutefois toujours été considéré par son père comme son héritier et il est proclamé roi à Oslo après la mort de Sigurd. Peu après il doit accepter de partager le pouvoir avec Harald Gillechrit qui s'était fait reconnaitre par son père comme un fils de Magnus III de Norvège et d'une Irlandaise et qui s'était fait reconnaître roi par un thing. Le partage royaume est favorable à Magnus IV qui reçoit la flotte royale et de la plus grande partie du trésor. Après une cohabitation pacifique de quelques années, le conflit éclate néanmoins entre les deux rois.

## Début de la guerre civile
D'abord vainqueur au combat de Fyrleiv le 10 août 1134 Magnus chasse Harald IV de Norvège. Ce dernier reçoit l'appui d'Éric II de Danemark, brouillé avec Magnus IV qui avait répudié sa nièce, et revient en Norvège. Magnus est capturé par surprise en janvier 1135 à Bergen. Le roi Magnus IV est mutilé (on lui coupe un pied), castré, aveuglé d'où son surnom et enfermé dans un monastère du Trondelag à Nidarholm, une petite île au large de Trondheim. L'un de ses partisans, Reinald, l'évêque d'origine anglaise de Stavanger qui refusait de livrer sa fortune est pendu le 18 janvier 1135.   
En 1137 Magnus est libéré par Sigurd Slembedjak, un autre prétendu fils de Magnus III de Norvège qui avait assassiné Harald IV parce qu'il refusait de partager le pouvoir avec lui. Magnus IV est tué à Holmengraa lors d'un combat le 12 novembre 1139, contre les partisans des deux fils d'Harald IV: Inge Ier de Norvège et Sigurd II de Norvège encore enfants, élus rois par les nobles après le meurtre de leur père par Sigurd Slembedjak. Ce dernier fait prisonnier est torturé à mort par ses ennemis.

## Union
Magnus IV avait épousé en 1133 Christine la fille du prince danois Knud Lavard qu'il répudia rapidement:

## Sources
- Notices d'autorité :   - VIAF
  - GND
- (no) Nils Petter Thuesen, « Magnus 4 Sigurdsson Blinde », Norsk biografisk leksikon, consulté le 5 octobre 2013.
- (en) Knut Gjerset, History of the Norwegian People, vol. I & II, New york, The Macmillan Company (réédition Andesite Press), 1915, 507 p. (ISBN 9781376361513), p. 337-347 § 56 « The period of civil wars: Magnus the Blind Harald Gille and Sigurd Slembediakn ».
- (en) Byron J. Nordstrom Dictionary of Scandinavian History, Londres 1986  (ISBN 0313228876) p. 371.
- Heimskringla de Snorri Sturluson
  - (en) Sagas of the Norse Kings, Everyman's Library: Livre XIII « Magnus the Blind and Harald Gille » p. 320-340.